# Kurt Hahn
Kurt Martin Hahn (5 giugno 1886 – 14 dicembre 1974) è stato un pedagogista tedesco, considerato tra i padri dell'outdoor training.
Ha fondato alcune scuole che utilizzano ancora oggi il suo metodo: i Collegi del Mondo Unito (United World College, UWC). 
Con la salita al potere del nazismo in Germania Kurt Hahn, che era ebreo, fu costretto ad aprire una nuova scuola a Gordonstoun, in Scozia, a causa delle persecuzioni razziali.

## Le idee pedagogiche di fondo
La metodologia di Kurt Hahn fonda i suoi principi su alcune considerazioni che fece lui stesso poco dopo la prima guerra mondiale: 
1. mancanza di movimento causata dall'uso dei moderni mezzi di trasporto;
2. mancanza di iniziativa personale, causata principalmente dai nuovi mezzi di comunicazione, attraverso i quali le persone, rischiano di diventare spettatori, anziché impegnarsi nell'incremento delle proprie potenzialità fisiche;
3. diminuzione dell'abilità e dell'accuratezza nei lavori di precisione, essendo diventate le tradizioni di questi mestieri sempre più deboli, diminuendo così la disponibilità di lavori precisi e di pazienza;
4. poco sviluppo dell'empatia verso l'altro, causato dalla fretta e agitazione legate alla vita moderna.

Partendo da queste riflessioni, Hahn propose di offrire ai giovani l’opportunità di vivere esperienze significative, capaci di rafforzare i legami con gli altri, far emergere la creatività nascosta e allargare i propri orizzonti.

## La metodologia pedagogica
Kurth Hahn fondò e diresse alcune scuole nel mondo. In queste scuole viene applicato il suo metodo pedagogico il cui punto focale sono le caratteristiche delle esperienze che gli allievi sono chiamati a vivere.

### Caratteristiche delle esperienze educative
1. Il servizio all'altro: nella scuola fondata da Hahn venivano insegnate le materie inerenti al soccorso all'altro, corredate da esercitazioni pratiche. Il periodo storico della prima guerra mondiale in cui Hahn ha formulato la sua teoria ha sicuramente inciso sulla scelta di inserire questa materia come obbligatoria nella scuola fondata da Hahn. Egli era dell'idea che il gesto di salvare altre persone facesse scattare dinamiche più forti rispetto alla dinamica della guerra: egli parlava di "passione del trarre in salvo le altre persone". Il servizio all'altro rappresenta un equivalente dell'azione violenta della guerra, in cui si possono incanalare le proprie energie. "I ragazzi, davanti a situazioni provocanti, qualche volta gravi, a dimostrazione, possono mettere in campo intelligenza e fantasia, scoprire il senso di un'azione impegnata e conoscere i limiti delle proprie capacità."
2. L'allenamento corporeo: non è da intendersi come pratica sportiva, ma come momento di presa di coscienza e di utilizzo della propria dimensione corporale. Secondo Hahn il corpo non è da vedersi come un elemento accessorio alla mente. La persona umana  è  mente e corpo. L'esperienza può aiutare a prendere coscienza di questo fatto. L'azione è concretezza: attraverso di	essa è possibile agire nell'interezza della propria persona, sviluppando o superando le capacità che distinguono ogni persona.
3. Il progetto di lavoro:  Hahn,  tra le sue considerazioni, aveva posto l'accento sulla diminuzione dell'abilità  e dell'accuratezza nei lavori che richiedono precisione. Per questo è necessario dare la possibilità ai giovani di mettersi in gioco in piccoli progetti di lavoro, che siano tecnici, artistici, manuali o mentali. I ragazzi avevano l'occasione di misurarsi con questi progetti, pensati a loro misura, perché potesse essere sviluppata le doti della pazienza, della precisione, dell'accuratezza, ma anche della creatività e dell'espressione di sé.
4. L'organizzazione di spedizioni: le spedizioni erano periodi di tempo in cui si decideva con i ragazzi di partire per rendere possibili esperienze di vita particolari.